# They shoot the Gilmores, don't they?
They shoot the Gilmores, don't they? es el 50mo episodio de la serie de televisión norteamericana Gilmore Girls.

## Resumen del episodio
Lorelai está muy decidida a ganar la maratón anual de 24 horas de baile, pero cuando su pareja no puede asistir, ella le pide a Rory para que sea su pareja de baile; Rory primero no quiere pero como ambas desean ver a Kirk perder, finalmente acepta. Jamie visita inesperadamente a Paris en Chilton, luego de mucho tiempo de no haber hablado. En la noche del inicio de la maratón, la lucha sobre la pista de baile es intensa, ya que mientras pasa el tiempo van yéndose varios concursantes; Lane recibe la visita de Dave y a la Sra. Kim le cae muy bien. Sookie y Jackson empiezan a discutir sobre el número de hijos que quieren tener, aunque después, ya más calmados, se ponen de acuerdo y se amistan. Jess y Shane aparecen en la competencia, y mientras Lorelai va en busca de Luke para que le repare su zapato, Dean se queda bailando con Rory. Sin embargo, ella y Jess parecen no darse tregua al discutir, y en un momento Dean se enoja y le dice a Rory que no puede seguir con ella si se ha enamorado de Jess desde que él vino a Stars Hollow; Rory se va muy triste y cuando Jess le habla, Rory dice que Dean está en lo cierto y Jess lo confirma. Finalmente, cuando Lorelai regresa y se encuentra con Rory que está llorando, descubre que Kirk ha ganado otra vez la maratón.

## Curiosidades
- En este episodio, el tiempo no parece funcionar de manera lógica. Un ejemplo: Cuando Dave, el compañero de banda de Lane, va a verla son las cinco de la madrugada pero a nadie le parece extraño este comportamiento. Es más, en un intento por disimular ante la Señora Kim, Dave habla de que sus padres están 'estudiando la Biblia' y que los llevará 'cuando salgan'.
- Rory dice que es el primer baile anual de Dean y que por eso quiere pasarlo con él, sin embargo, Dean se mudó a Stars Hollow dos años antes, por lo que ya debe de haber asistido a, como mínimo, un baile anual.

- Datos: Q6145918